# Ottavio Saracini
Ottavio Saracini o Saraceni (Siena, ... – Monticchiello, 1623) è stato un vescovo cattolico italiano.

## Biografia
Nato a Siena da nobile famiglia, fu dapprima preposito dell'insigne chiesa collegiata di San Lorenzo in Lodi dal 1592 al 1606 e vicario generale della medesima diocesi, indi fu nominato vescovo di Sovana il 12 giugno 1606 e consacrato il 2 luglio seguente dal cardinale Giovanni Dolfin. Effettuò due visite pastorali nella diocesi, nel 1607 e nel 1610, e celebrò un sinodo diocesano, il 1º giugno 1620. Durante il suo episcopato fece edificare il convento del Petreto dell'Ordine dei frati minori. Morì a Monticchiello, dove si era recato in visita pastorale, e qui fu sepolto.

## Genealogia episcopale
La genealogia episcopale è:
- Vescovo Otto von Sonnenberg
- Vescovo Friedrich von Zollern
- Vescovo Ruprecht von Pfalz-Simmern
- Vescovo Mathias Schach, O.Cart.
- Vescovo Philipp von der Pfalz
- Cardinale Matthäus Lang von Wellenburg
- Vescovo Ägidius Rehm
- Vescovo Johann Kluspeck, C.R.S.A.
- Vescovo Wolfgang von Salm
- Vescovo Urban Sagstetter
- Arcivescovo Johann Jakob von Kuen-Belasy
- Vescovo Urban von Trennbach
- Arcivescovo Wolf Dietrich von Raitenau
- Cardinale Alfonso Visconti, C.O.
- Cardinale Giovanni Dolfin
- Vescovo Ottavio Saracini